# Masataka Kawase
Le vicomte Masataka Kawase (河瀬 真孝, Kawase Masataka, 12 mars 1840 - 29 septembre 1919), aussi connu sous le nom Kogorō Ishikawa (石川 小五郎, Ishikawa Kogorō) est un Ishin Shishi, puis plus tard diplomate. 
Il assiste à une bataille dans les années 1860 au domaine de Chōshū. En particulier, en 1865, il est commandant du soulèvement au Kōzan-ji, comme Hirobumi Ito sous Shinsaku Takasugi. Il sert également au cours de la seconde expédition de Chōshū et mène l'armée de Chōshū à la victoire. 
De 1871 à 1873 il est grand chambellan du Japon. Dans les années 1870 il sert comme envoyé militaire à Rome. En 1876, il conclut avec succès des négociations avec le sculpteur italien Vincenzo Ragusa pour prendre un poste d'enseignant à l'école d'art nouvellement créée à Tokyo parrainée par le gouvernement. Il occupe le poste de consul du Japon à Londres de 1884 à 1893. En 1894, Kawase devient membre du conseil privé jusqu'à sa mort.